# Frankfurter Tor (stacja metra)
Frankfurter Tor – stacja metra w Berlinie, w dzielnicy Friedrichshain, w okręgu administracyjnym Friedrichshain-Kreuzberg na linii U5. Stacja została otwarta w 1930.